# Multi-view video coding
Multiview Video Coding (MVC), (ISO / IEC 14496-10:2008 correcció 1), és una extensió dels estàndards de compressió de vídeo H.264/MPEG-4 AVC o popularment conegut com a Advanced Video Coding, desenvolupat gràcies als esforços conjunts de MPEG/VCEG, que permet una eficient codificació de seqüències capturades simultàniament des de diverses càmeres de vídeo amb un únic corrent de dades.
El MVC, està orientat a la codificació de vídeo estereoscòpic, tot i que també per a la  FTV (Televisió de punt de vista lliure) i la televisió 3D.
Aquest sistema de codificació MVC, ha estat pensat perquè també sigui compatible amb H.264/AVC, de forma que permet als dispositius antics descodificar el vídeo estereoscòpic, ignorant la informació addicional del segon punt de vista i mostrant la imatge amb 2D.

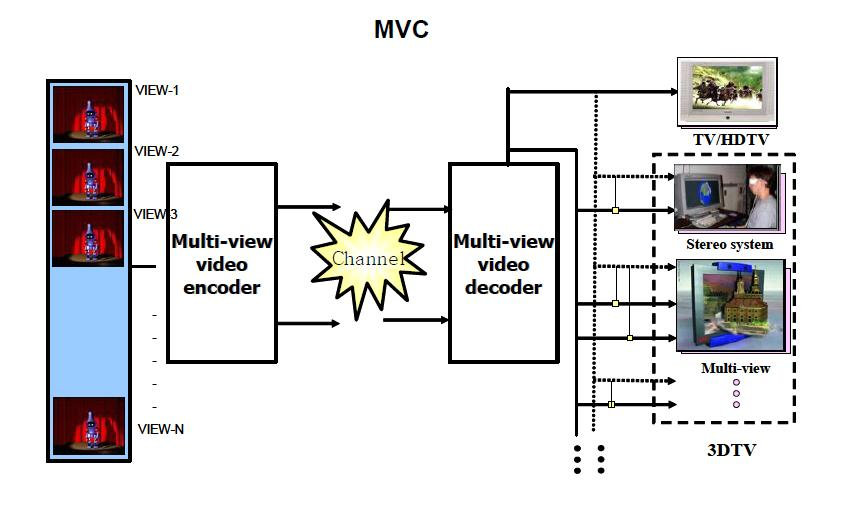
Esquema general

## Característiques
L'origen del MVC, va sorgir amb el gran volum de dades que comporta la transmissió de vídeo de múltiples punts de vista, cosa que requereix molta més amplada de banda que en vídeo tradicional. En conseqüència, la forma de comprimir eficientment el vídeo de múltiple punt de vista, és molt important.
Com que el vídeo en múltiple punt de vista consisteix en seqüències de vídeo capturades per diverses càmeres des de diferents angles i llocs, la combinació temporal i la predicció de la vista temporal són les claus per a fer codificacions eficients en MVC.
Aquesta predicció es basa en la suposició que els fotogrames de vídeo des de diferents punts de vista, poden ser lliurement intercanviats o simultàniament disponibles en el codificador, així que, un fotograma d'una càmera pot predir fotogrames de la mateixa càmera, i també els fotogrames de les segones càmeres.

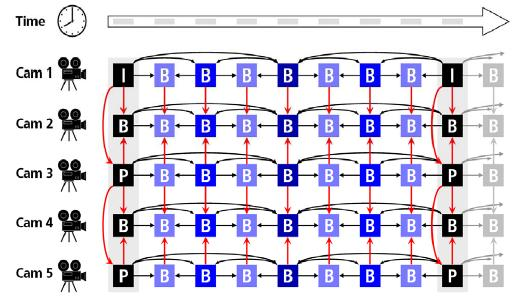
Predicció en MVC

### Diferents tècniques de predicció
A part de la predicció temporal utilitzada en els còdecs estàndards, MVC també utilitza:
- Predicció des d'imatges anteriors.
- Predicció des d'imatges posteriors.
- Predicció des d'imatges interpolades.
- Predicció des d'imatges modificades.

## Camps d'implementació
Vídeo 3D (3DV), i Vídeo amb Punt de vista lliure (FVV) són els nous tipus de mitjans visuals en els que es pot aplicar el MVC, i així ampliar l'experiència de l'usuari més enllà del que ofereix el vídeo 2D.

### Vídeo 3D
- Transmet sensació de profunditat dins una escena 3D.
- Aplicacions en videoconferències, 3DTV, ...

### Punt de vista lliure (FVV)
- Proporciona la capacitat de selecció interactiva del punt de vista i direcció dins d'un radi d'acció determinat.
- Aplicació en vigilància, esports, concerts,...

## Possibles problemes
En el MVC, també ens podem trobar diferents problemes a l'hora de realitzar la predicció.
Un dels problemes seria les grans diferències entre els diferents punts de vista de les seqüències de vídeo amb múltiples vistes. Aquest problema es pot resoldre amb una predicció d'interpolació de vista basat en la profunditat. La idea és estimar la profunditat, ja sigui al codificador o al descodificador.
El segon problema que podem trobar en MVC, és inconsistència d'il·luminació i color. En general aquests efectes haurien de reduir-se al mínim mitjançant l'ajust adequat en les condicions d'enregistrament, però no sempre és possible. La il·luminació (focus, ombres, etc.) varia en gran manera sobre les múltiples vistes de les imatges. Per a MVC, la compensació de les diferències en la il·luminació i color s'aconsegueix modificant el procés de predicció de H.264/AVC a nivell de bloc.